# Lista chorążych reprezentacji Iranu na igrzyskach olimpijskich
Lista chorążych reprezentacji Iranu na igrzyskach olimpijskich – lista zawodników i zawodniczek reprezentacji Iranu, którzy podczas ceremonii otwarcia nowożytnych igrzysk olimpijskich nieśli flagę narodową.

## Chronologiczna lista chorążych
| Lp. | Rok i miejsce           | Chorąży                  | Dyscyplina            |
| --- | ----------------------- | ------------------------ | --------------------- |
| 1   | 1900, Paryż             | b.d                      | b.d                   |
| 2   | 1948, Londyn            | Mostafa Baharmast        | -                     |
| 3   | 1952, Helsinki          | Mahmoud Namdjou          | Podnoszenie ciężarów  |
| 4   | 1956, Cortina d'Ampezzo | Dr. Farzami              | -                     |
| 5   | 1956, Melbourne         | Mahmoud Namdjou          | Podnoszenie ciężarów  |
| 6   | 1960, Rzym              | Jafar Salmasi            | Podnoszenie ciężarów  |
| 7   | 1964, Innsbruck         | Owanes Megerdunijan      | Narciarstwo alpejskie |
| 8   | 1964, Tokio             | Nosratallah Shahmir      | -                     |
| 9   | 1968, Grenoble          | Owanes Megerdunijan      | Narciarstwo alpejskie |
| 10  | 1968, Meksyk            | Abolfazl Anvari          | Zapasy                |
| 11  | 1972, Sapporo           | Owanes Megerdunijan      | Narciarstwo alpejskie |
| 12  | 1972, Monachium         | Abdullah Movahed         | Zapasy                |
| 13  | 1976, Innsbruck         | Lotfollah Kija Szemszaki | Narciarstwo alpejskie |
| 14  | 1976, Montreal          | Moslem Eskandar Filabi   | Zapasy                |
| 15  | 1988, Seul              | b.d                      | b.d                   |
| 16  | 1992, Barcelona         | Ali Reza Solejmani       | Zapasy                |
| 17  | 1996, Atlanta           | Lida Fariman             | Strzelectwo           |
| 18  | 1998, Nagano            | Hasan Szemszaki          | Narciarstwo alpejskie |
| 19  | 2000, Sydney            | Amir Reza Khadem Azgadhi | Zapasy                |
| 20  | 2002, Salt Lake City    | Bagher Kalhor            | Narciarstwo alpejskie |
| 21  | 2004, Ateny             | Arash Miresmaeili        | Judo                  |
| 22  | 2006, Turyn             | Alidad Sawe Szemszaki    | Narciarstwo alpejskie |
| 23  | 2008, Pekin             | Homa Hosseini            | Wioślarstwo           |
| 24  | 2010, Vancouver         | Marjan Kalhor            | Narciarstwo alpejskie |
| 25  | 2012, Londyn            | Ali Mazaheri             | Boks                  |
| 26  | 2014, Soczi             | Hossein Saveh Shemshaki  | Narciarstwo alpejskie |
| 27  | 2016, Rio de Janeiro    | Zahra Nemati             | Łucznictwo            |
| 28  | 2018, Pjongczang        | Samaneh Beirami Baher    | Biegi narciarskie     |
| 29  | 2020, Tokio             | Hanieh Rostamian         | Strzelectwo           |
| 29  | 2020, Tokio             | Samad Nikkhah Bahrami    | Koszykówka            |